# Walter Eldh
Anders Walter Eldh, född 29 oktober 1903 i Grycksbo, död 1984, var en svensk målare och författare.
Han var son till lantbrukaren Anders Eldh och Kristina Ersdotter samt från 1933 gift med Emma Karlsson. Eldh var som konstnär autodidakt och bedrev självstudier under resor till bland annat Danmark och Norge. Separat ställde han ut i Grycksbo, Vansbro och Insjön samt i en rad samlingsutställningar. Hans konst består av stilleben, och djurbilder samt motiv med en biblisk bakgrund. Under 1940-1950-talen var han aktiv inom teaterverksamheten i Siljansnäs.